# Fårberget
Fårberget är ett naturreservat i Ånge kommun i Västernorrlands län.
Området är naturskyddat sedan 2014 och är 109 hektar stort. Reservatet ligger på södra och östra sluttningen av Fårberget och består av barrblandskog med inslag av lövträd.